# Луция Гарута
Луция Гарута (на латвийски: Lūcija Garūta) е латвийска пианистка и композитор. Заслужил майстор на изкуството на Латвийската ССР (1962).

## Биография
Родена е на 14 май 1902 г. в Рига, Латвия.
Започва да учи пиано на седемгодишна възраст при Ото Фогелманис, след това учи при Мария Илина, и изучава хармония под ръководството на Николай Алунан. Завършва Латвийската консерватория в класовете по композиция на Язет Витол през 1924 г., а година по-късно пианото при Людмила Гомане-Домбровска. Специализира в Париж, където учи пиано при Алфред Корто и Исидор Филип, инструментариум – при Пол Ле Флам и композиция при Пол Дукас в композиция. Като солист и корепетитор изнася множество концерти в Латвия и в чужбина. От 1940 г. преподава музикална теория и композиция в Латвийската държавна консерватория, от 1973 г. е професор. На 3 януари 1956 г. получава медал „За трудово отличие“.
Умира на 15 февруари 1977 г. в Рига. Погребан е в градското гробище на Рига.
След 1990 г. е създадена фондация, която популяризира нейната музика. На родната ѝ къща е поставена паметна плоча.

## Творчество
Творчеството на Гарута е повлияно от композитори от късния романтизъм и Александър Скрябин. Най-известна е ораторията „Господи, земята ти е пламнала!“ – за тенор, баритон, хор и орган. Написана е през 1943 г. по текст на Андрей Еглитис. Премиерата на ораторията е на 15 март 1944 г. в катедралата „Св. Гертруда“ в Рига, изпълнявана от хора на Теодор Райтер под неговото дирижиране, певците Адолф Кактинс и Марис Ветра. На запазения аудиозапис на премиерата се чуват звуците от бомбардировките. В съветския период ораторията се счита за загубена, но през 1982 г. композиторът и музикологът Лонгинс Апкалнс открива звукозаписа в архивите на немските радиостанции и реконструира партитурата. На 8 май 1982 г. ораторията отново прозвуча в Стокхолм. В СССР премиерата на преоткритата оратория се състои през 1988 г. Изпълнена е от хор „Аве Сол“, под ръководството на Имант Кокар.